# 詹姆斯·科洛西莫
温琴佐·科洛西莫（義大利語：Vincenzo Colosimo，發音：[vinˈtʃɛntso koˈlɔːzimo]；1878年2月16日—1920年5月11日），綽號詹姆斯·「大吉姆」·科洛西莫（James "Big Jim" Colosimo）或鑽石吉姆，是一名出生於意大利卡拉布里亚的意大利裔美國黑手黨老大，在芝加哥建立了一個以賣淫、賭博和敲詐為基礎的犯罪帝國。他透過小規模犯罪和領導一連串的妓院而獲得權力。他從1902年到1920年他去世為止領導著幫派，強尼·托里奧是科洛西莫於1909年從紐約帶來的一名黑幫地下執法者，但他在科洛西莫死後奪取了控制權。據稱，托里奧的親信艾爾·卡彭直接參與過科洛西莫被殺案，他領導的幫派在他死後被稱為芝加哥犯罪集團。

## 早年
科洛西莫於1878年2月16日出生在意大利科森扎省的科洛西米，他是父親Luigi Colosimo與其第二任妻子Giuseppina Mascaro的兒子。他17歲時從意大利移民到美國的芝加哥，開始當一名小罪犯。科洛西莫吸引了第一區市議員麥可·肯納和約翰·考夫林的注意。他們讓他成為管轄區隊長，後來又成為他們的中間人。這給予科洛西莫政治關係，幫助他成為黑幫老大。

## 賣淫帝國
後來，科洛西莫獲得了另一個綽號「鑽石吉姆」（Diamond Jim），因為他經常身穿白色西裝，佩戴鑽石別針、戒指和其他珠寶。這與他的個人魅力和金錢相結合，幫助他與女人們建立關係。他對女人和金錢都很熱愛，助長了他熱愛賣淫。1902年，科洛西莫與维多利亚·莫雷斯科（Victoria Moresco）結婚，她是芝加哥的一名媽媽桑，他們一起開設了第二間妓院。托里奧是莫雷斯科的侄子。根據Laurence Bergreen的說法，「托里奧[也]被描述為科洛西莫的侄子，但在沒有任何證據證實這種關係的情況下，他們的親屬關係更可能是精神上而不是家庭上的。」幾年內，科洛西莫已將業務擴展到近200間妓院，並進軍賭博和敲詐勒索。據稱，他從各種合法和非法業務中每月賺取50,000美元。

## 從紐約來的幫手
1909年，黑手的敲詐行為對身處芝加哥的科洛西莫構成嚴重威脅。他從布魯克林帶來了黑幫強尼·托里奧，並讓他成為自己的第二把手。第二年，他在南沃巴什2126號（2126 South Wabash）開設了科洛西莫咖啡館，這是一間餐廳和夜總會。它很快成為芝加哥名人和來芝加哥的遊客的熱門目的地。1919年，托里奧和科洛西莫在南沃巴什2222號開設了一間妓院，名為「Four Deuces」，其名稱是參考這個地址。托里奧雇用他在布魯克林的老同僚艾爾·卡彭擔任酒保和保鏢，這使卡彭進入了芝加哥犯罪領域。

## 背叛與逝世

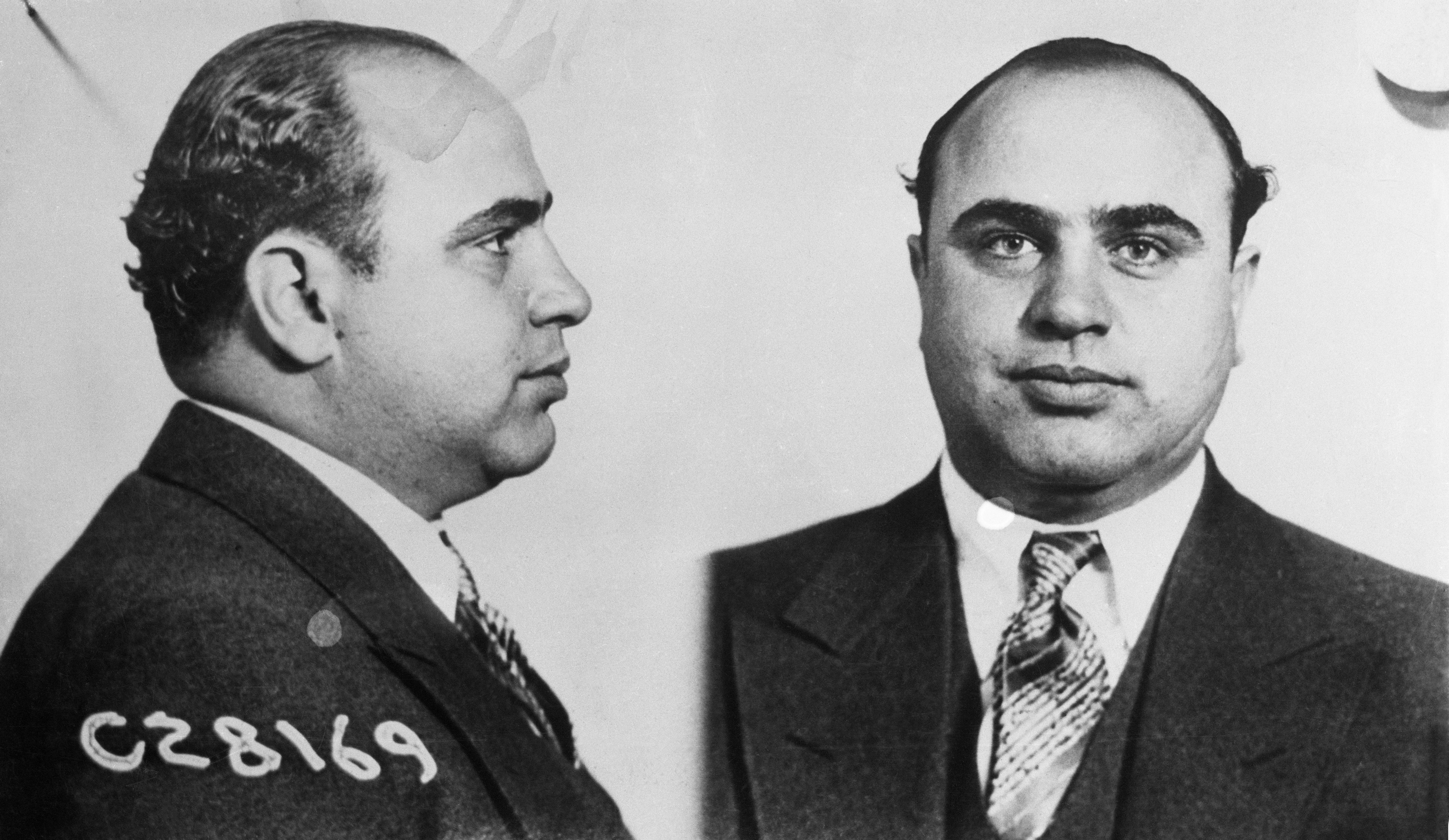
艾爾·卡彭的臉部照片

當禁酒令於1920年生效時，托里奧推動幫派進入非法私酒行業，但科洛西莫斬釘截鐵地拒絕了。1920年3月，科洛西莫與莫雷斯科離婚。一個月後，他和Dale Winter私奔到印第安納州的西貝登斯普林斯。他們回來後，他在南區買了一間房子。1920年5月11日，托里奧打電話告訴科洛西莫，說有一批貨物即將抵達他的餐廳。科洛西莫驅車前往餐廳等待，但他卻被伏擊，射殺身亡。據稱，法蘭基·耶魯從紐約來到芝加哥，在芝加哥犯罪集團的朋友托里奧和卡彭的指示下，親自殺死了長期的幫派老大科洛西莫。雖然被芝加哥警方懷疑，但耶魯從未被正式起訴。據稱，科洛西莫被謀殺是因為他在與Winter結婚後「變得心軟」，阻礙了他的幫派賺取私酒利潤。艾爾·卡彭也被認為是槍手。科洛西莫的前妻對離婚後的財務安排感到不滿，也被認為是安排了這場謀殺。
科洛西莫是第一個將芝加哥犯罪的不同部分組織起來的黑幫領袖。他去世後，托里奧接管了他的幫派，後來被卡彭取代。他的黑幫最終成為臭名昭著的芝加哥犯罪集團，統治著該市的一些地區。

## 流行文化

### 電影
- 1932年黑幫電影《傷面人》中，"Big Louie" Costillo的死是鬆散基於科洛西莫的暗殺。Big Louie被兩名主角Johnny Lovo和Antonio Camonte殺死的。
- 《蓋世黑霸王》（1959年），由喬·迪·桑蒂斯（英语：Joe De Santis）飾演科洛西莫
- 《卡彭》（1975年），由弗蘭克·坎帕內拉（英语：Frank Campanella）飾演科洛西莫

### 電視劇
- 2010年HBO電視劇《酒私風雲》的首集中描繪了科洛西莫被謀殺，由Frank Crudele（英语：Frank Crudele）飾演科洛西莫
- 2016年的《芝加哥黑幫紀實》，由Andre King飾演科洛西莫